# Rigatura

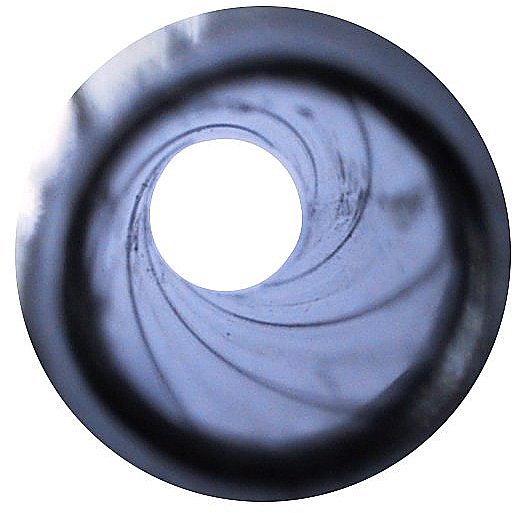
Rigatura (destrorsa) nella canna di una pistola calibro 9 mm.

La rigatura dell'anima interna delle canne, di armi da fuoco o ad aria compressa, consiste in una serie di solchi elicoidali detti «princìpi», tracciati per brocciatura, utili ad imprimere al proiettile una rotazione sul proprio asse, che ne aumenta la stabilità, grazie all'effetto giroscopico, diminuendo al contempo la possibilità di deviazioni dalla propria traiettoria.
La rigatura non è presente nelle canne di armi a canna liscia.

## Storia
Si conoscono esemplari di armi con “canne rigate” risalenti al 1400, ma poiché questo tipo di rigatura non presenta il classico andamento elicoidale bensì rettilineo, si pensa sia una rigatura ideata allo scopo di ridurre l'attrito (dovuto allo sporco) del proiettile contro le pareti della canna, al momento del caricamento. Dopo vari spari, la polvere nera lascia residui, infatti la canna si sporca rendendo più difficile l'introduzione del proiettile in avancarica; così, alcuni solchi scavati internamente, nello spessore della canna, avrebbero certo ridotto il problema, raccogliendo dentro di sé il residuo o buona parte di esso. 
Più avanti, ci si accorse che delle scanalature non rettilinee, ma leggermente elicoidali, non solo rendevano ancora più agevole il caricamento ma, se il proiettile era stato abbastanza forzato nella canna, aumentavano anche la precisione del tiro. Nonostante questo, forzare troppo un proiettile in canna poteva rivelarsi difficile e pericoloso, quindi ci vollero anni di prove e di studi per arrivare ad un sistema di rigatura per ottenere uno sparo efficiente. Intorno alla metà del Ottocento si perfezionarono i sistemi per far aderire il proiettile alle rigature, senza sforzo, durante il caricamento e, successivamente, l'invenzione del sistema a retrocarica prima e l'introduzione della polvere senza fumo (che sporcava assai meno le canne) poi, eliminarono quasi ogni problema, rendendo il “nuovo” sistema di carica e sparo, molto più efficace e sicuro.
Sebbene la rigatura propriamente detta, fosse un procedimento noto dalla metà del XVI secolo, non divenne tuttavia di uso comune prima del XIX secolo.
La prima rigatura moderna, per arma portatile, fu quella Lancaster-Newton, che non è una vera e propria rigatura, ma consiste in una ovalizzazione dell'anima con andamento elicoidale.

## Caratteristiche

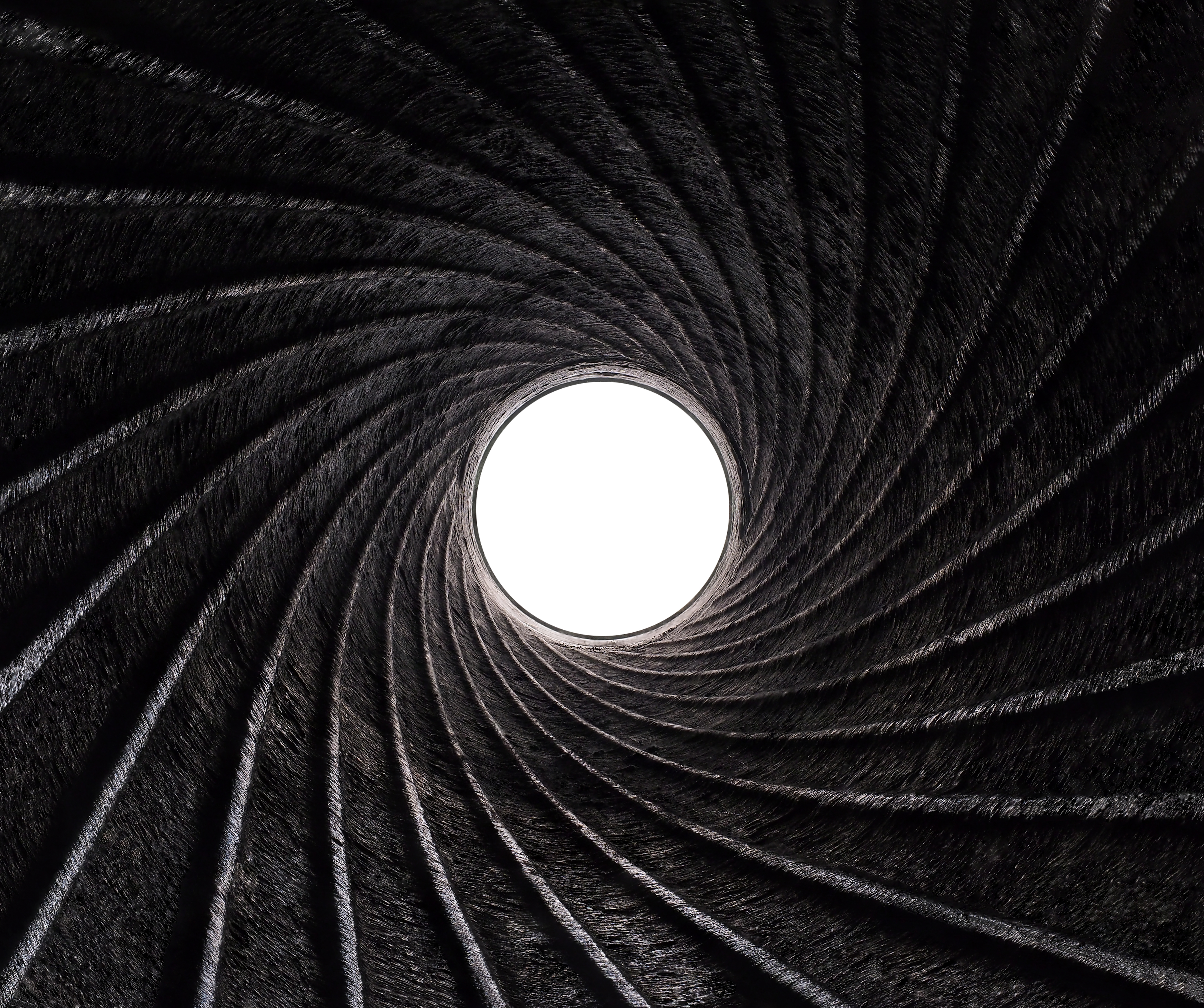
Rigatura di un cannone M75 prodotto nel 1891 nell'Impero austro-ungarico.

I principi (solchi o righe) sono normalmente più di 1, in genere da 3 a svariati (in base alle esigenze) e presentano un andamento elicoidale lungo tutta la lunghezza della canna. 
Nelle armi da fuoco portatili a canna rigata, l'intero proiettile è in genere coperto da rame o da una lega morbida; al momento dello sparo il proiettile viene forzato nella parte rigata della canna ed i pieni di rigatura ne deformano la parte esterna imprimendogli il moto rotatorio. Nei proiettili di artiglieria invece l'impegno della rigatura avviene tramite le corone di forzamento.
Il numero di righe, l'andamento (destrorso o sinistrorso), la parte di giro completata e la profondità della riga sono tutte caratteristiche legate a quelle del proiettile, della sua carica e dell'arma che lo utilizzerà. Sono state ideate anche rigature a passo variabile dove nel primo tratto (verso la culatta - ovvero il primo percorso dal proiettile) la rigatura è quasi rettilinea ma poi inizia a divenire elicoidale fino a raggiungere la massima curvatura nei pressi della bocca dell'arma. Questo sistema (utilizzato soprattutto nelle armi sparanti pallottole in piombo) permette al proiettile di aderire bene alla rigatura evitando il rischio che (specialmente se la carica di lancio è forte) possa essere trafilato entro la canna annullando completamente il vantaggio apportato dalla rigatura stessa. 
Il calibro di un'arma rigata si può misurare fra i pieni o fra i vuoti della rigatura. In questo modo, nel passato, armi dal calibro apparentemente diverso potevano utilizzare lo stesso proiettile. Proprio per non creare confusione si è stabilito quindi di misurare il valore tra i pieni della rigatura stessa.
Il lato negativo dell'accorgimento è la necessità di una maggiore pressione dei gas nella camera di scoppio, perché oltre a lanciare il proiettile devono anche inserirlo a viva forza nelle rigature per imprimergli il moto rotatorio, e da ciò risulta un aggravio dello stress meccanico. Il proiettile mantiene la traiettoria molto a lungo: una carabina da caccia a canna rigata ha una gittata utile (buona probabilità di colpire il bersaglio) dai 500 ai 900 metri, difficile da raggiungere con un analogo fucile a canna liscia.

## Tipologie
Ci sono fondamentalmente questi profili di rigatura: 
- rigatura classica - che consiste in solchi scavati all'interno della canna, ha andamento elicoidale e può essere destrorsa o sinistrorsa (a seconda della direzione dei solchi) e avere un numero variabile di solchi;
- rigatura poligonale o prismatica che presenta una canna con un'anima a sezione non perfettamente circolare ma poligonale, anch'essa con andamento elicoidale destrorso o sinistrorso, un esempio è la IMI Desert Eagle
- rigatura sinusoidale si tratta di una variante della rigatura, caratterizzata dall'assenza di spigoli vivi (si utilizza un profilo arrotondato), risultando una via di mezzo tra il profilo classico e poligonare, venne utilizzato dal SITES Spectre M4

Inoltre anche il passo può differire:
- Passo costante, il passo impresso nella canna è il medesimo in tutta la lunghezza della canna.
- Passo progressivo, inizialmente il passo è maggiore, per poi progressivamente diventare più breve, in modo da ridurre l'azione iniziale di rotazione sul proiettile e ridurre anche l'usura nelle porzioni iniziali della canna, soluzione adottata anche dal Carcano Mod. 91, queste armi se modificate con la riduzione della canna perdono eccessivamente in precisione rispetto ad altre canne rigate.

La lavorazione della rigatura può essere:
- Rigatura completa, la rigatura coinvolge tutta la canna, dall'inizio alla fine
- Canne semirigate, sono caratterizzate per il fatto che per il primo tratto della canna, questa è liscia, permettendo di contenere le dispersioni di gas e favorire così la massima propulsione del proiettile, mentre per la parte terminale è rigata.

## Esempi
Le pistole e le armi portatili militari in genere sono quasi tutte a canna rigata: mitragliatrici, fucili d'assalto, fucili di precisione ecc. mentre armi a canna liscia vengono utilizzate solo in particolari contesti, dove non è necessaria selettività di tiro e dove gli spazi sono ristretti, come ad esempio nel combattimento ravvicinato.